# Placard (publicación)
Un placard es una publicación cuyo formato es un híbrido entre el fanzine y la plaquette, ya que respeta el alto contenido de imágenes del primero pero en estrecha relación con la obra literaria que contiene, generalmente difundida a través de la segunda.
El placard es una invención del diseñador chileno Germán Gana Muñoz. Aunque debe señalarse que impresos o publicaciones de formatos similares son relativamente usuales en muchos países y desde hace muchos años.

## Principal característica
La principal característica del placard es que las imágenes que están contenidas al interior de las páginas tienen estrecha relación con las imágenes de los versos que componen el poema escrito, es en este sentido donde se diferencia del fanzine, que son folletos que sólo contienen imágenes o texto complementario a la imagen. Se le considera un formato revolucionario en Latinoamérica, ya que a los pocos meses de publicarse en Chile los primeros ejemplares, su estilo fue imitado inmediatamente por escritores y diseñadores de países como Argentina, Perú, Ecuador y México.